# Iglesia de San Miguel (Medina del Campo)
La iglesia de San Miguel Arcángel, ubicada junto al río Zapardiel, constituye uno de los templos de Medina del Campo más destacados. Se trata de un edificio del siglo XVI, de planta rectangular con dos naves.

## Historia

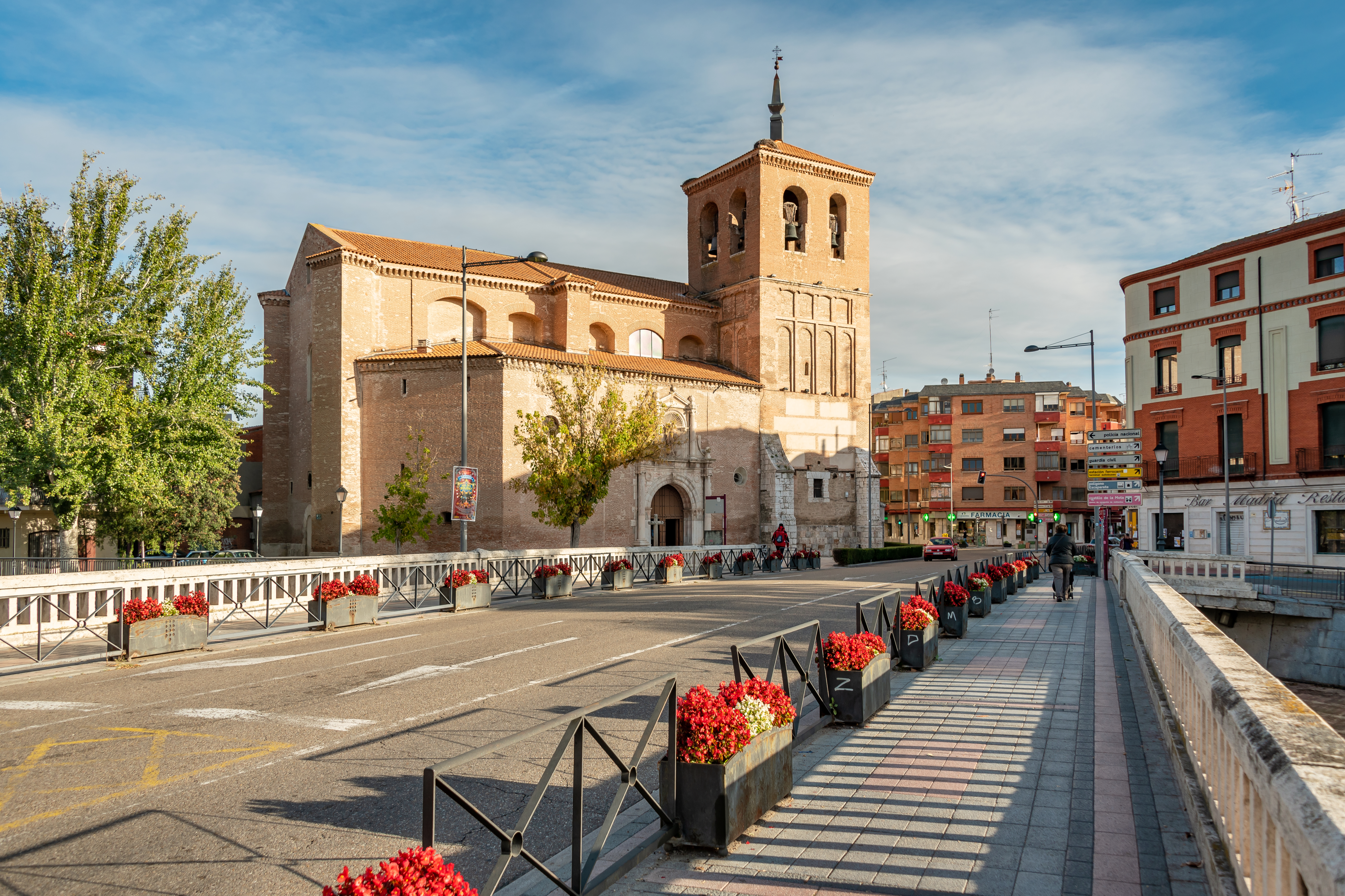
Vista general

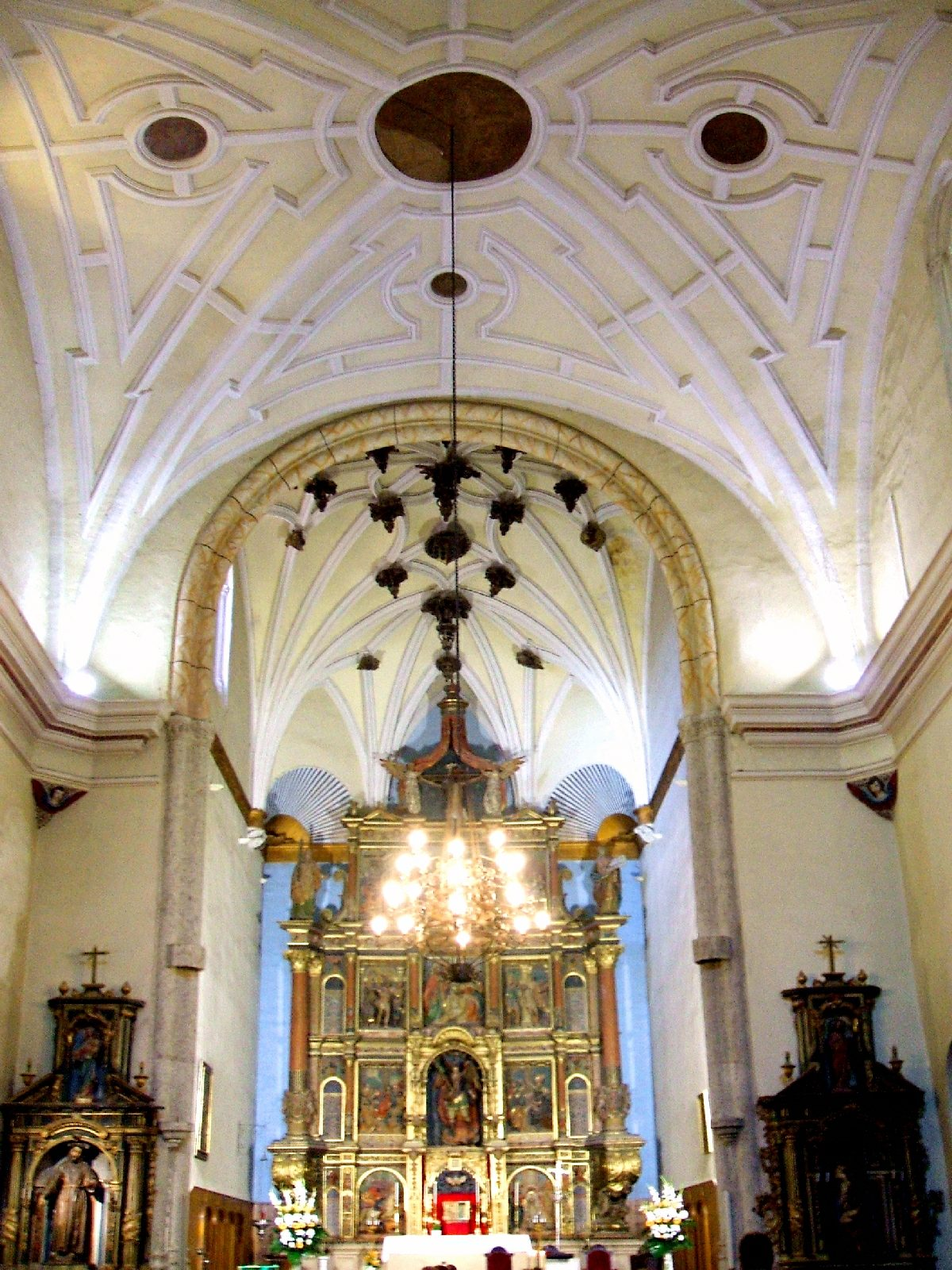
Interior

Existen noticias documentales, datadas en 1177, que muestran que el templo que hoy se alza junto al río Zapardiel, es sucesor de otro levantado durante la segunda mitad del siglo XII. El actual edificio se construyó a lo largo del siglo XVI, conociéndose de esta construcción la participación del maestro Juan Berdugo. Además, se conoce que las obras de la cabecera se llevaron a cabo entre el 1531 y el 1538, la nave fue rematada en 1574 y del último cuarto del siglo XVII datan las bóvedas de la nave.
Durante el siglo XVIII la iglesia sufrió importantes reparaciones que afectaron a la torre, a la sacristía y a los muros de carga.

## Características del edificio
Se trata de un edificio de planta rectangular con dos naves, una central y otra lateral en el lado de la epístola. La capilla mayor, muy profunda, está cubierta con una bóveda de crucería, la cual fue construida a instancias del regidor Alonso Nieto. El edificio no pertenece a ningún estilo arquitectónico concreto, debido a las varias modificaciones que sufrió durante los siglos XVI y XVII.
Destaca por su tamaño el retablo de la capilla que relata, en diez escenas, diversos momentos de la vida de Jesucristo y los episodios de Santiago Matamoros y la imposición de la casulla de San Ildefonso. En el muro del lado de la epístola, junto al retablo rococó dedicado a San Antonio de Padua, se halla una hornacina con el sepulcro de Juan de Aguilar, muerto en 1547. Sobre éste hay una pintura mural que representa el Bautismo de Jesús. En la nave lateral, también hay un retablo con la Sagrada Familia, salido de la gubia del medinense Melchor de la Peña.
Además, dentro del templo también sobresale en el coro, un órgano del siglo XVIII de estilo barroco, restaurado, que sustituye al original y la colección de campanas de la torre de diferentes tamaños y tipologías.

## El retablo de la capilla mayor

Cristo del retablo

El autor del retablo de la capilla fue Leonardo de Carrión y data en 1567. Consta de banco con escenas de Santiago Matamoros y la Imposición de la casulla de San Ildefonso, y de dos cuerpos flanqueados por dos enormes columnas, apoyadas sobre mensulones sustentados por atlantes con relieves que representan las escenas de la Venida del Espíritu Santo, Jesús en el Pretorio, el Despojo, el Llanto sobre Cristo muerto y la Flagelación. En la calle central del retablo, reformada en el siglo XVIII, hay una escultura del santo arcángel titular, y en el ático, la escena del calvario flanqueada por los relieves del Descendimiento y el Santo Entierro. Por su parte, en los extremos se encuentran las alegorías del Antiguo y Nuevo Testamento. Finalmente, remata el conjunto un dosel descubierto por dos ángeles.

## Horarios
Según la página web de la provincia de Valladolid, los horarios de culto que se señalan son los siguientes:
- Laborales: 19:30h (martes y jueves no hay misa)
- Domingos: 10:00 y 13:00h.